# Brunneby landskommun
Brunneby landskommun var en tidigare kommun i Östergötlands län.

## Administrativ historik
När 1862 års kommunalförordningar trädde i kraft inrättades i Brunneby socken i Bobergs härad i Östergötland då Klockrike och Brunneby landskommun som 1868 delades och då denna kommun bildades. Mellan 24 oktober 1919 och 31 december 1949 fanns  Borensbergs municipalsamhälle inrättat i denna kommun och med en mindre del i Kristbergs landskommun.
Vid kommunreformen 1952 uppgick denna  i storkommunen Borensbergs landskommun som 1971 uppgick i Motala kommun.

## Politik

### Mandatfördelning i Brunneby landskommun 1938-1946
| 2 | 12 | 6 |

| 19 |

| 2 | 13 | 5 |

| 19 |

| 2 | 12 | 3 | 3 |

| 18 |